# سليمان الجليلي
سليمان الجليلي (1280 - 1326 هـ / 1863 - 1908 م) هو عالم و شاعر ، من أهل الموصل.
هو سليمان بن عبد الله بن محمد بن مراد الجليلي الموصلي. درس عدة علوم منها الرياضيات والمنطق والكلام. و كان يتقن اللغات: العربية، والتركية، والفارسية، وله إلمام باللغة السريانية. تولى التدريس في مدرسة جامع الأغوات.
له عدة موشحات في كتاب: «ديوان الموشحات الموصلية» لصاحبه محمد نايف الدليمي. و قد ضاع أغلب شعره بعد وفاته، فحاول محمد صديق الجليلي جمع ما تبقى منه على أمل نشره، غير أنه لم يوفق إلى ذلك.